# Municipi de Guldborgsund
El municipi de Guldborgsund és un municipi danès de la Regió de Sjælland que va ser creat l'1 de gener del 2007 com a part de la Reforma Municipal Danesa, integrant els antics municipis de Nykøbing Falster, Nysted, Nørre Alslev, Sakskøbing, Stubbekøbing i Sydfalster. El municipi ocupa l'est de l'illa de Lolland i l'illa de Falster, abastant una superfície de 903 km². El municipi s'organitza entorn de l'estret de Guldborgsund que separa les illes de Lolland i Falster, a l'estret hi ha les illes de Flatø, Kalvø, Lilleø i Kejlsø.
La ciutat més important i la seu administrativa del municipi és Nykøbing Falster (16.405 habitants el 2009). Altres poblacions del municipi són:
- Bangsebro
- Eskilstrup
- Frejlev
- Gedser
- Grænge
- Guldborg
- Hasselø Plantage
- Horbelev
- Horreby
- Idestrup
- Karleby
- Kettinge
- Marielyst
- Møllehave
- Nagelsti
- Nordbyen
- Nørre Alslev
- Nørre Vedby
- Nykøbing Strandhuse
- Nysted
- Ønslev
- Orehoved
- Øster Kippinge
- Øster Ulslev
- Sakskøbing
- Sønder Vedby Skovhuse
- Stubbekøbing
- Stubberup
- Sundby
- Systofte Skovby
- Tingsted
- Toreby
- Væggerløse
- Vålse

## Consell municipal
Resultats de les eleccions del 18 de novembre del 2009:
| Partit                       | vots | % vots |
| ---------------------------- | ---- | ------ |
| Socialdemokratiet            | 8703 | 26.1   |
| Det Radikale Venstre         | 793  | 2.4    |
| Det Konservative Folkeparti  | 2755 | 8.3    |
| Socialistisk Folkeparti      | 5247 | 15.7   |
| Nyt Guldborgsund             | 3576 | 10.7   |
| Liberal Alliance             | 58   | 0.2    |
| Kristendemokraterne          | 1155 | 0.5    |
| Dansk Folkeparti             | 4508 | 13.5   |
| Borgernes Liste Guldborgsund | 1072 | 3.2    |
| Venstre                      | 6164 | 18.5   |
| Enhedslisten - De Rød-Grønne | 350  | 1.0    |

### Alcaldes
| Alcalde      | Període               | Partit            |
| ------------ | --------------------- | ----------------- |
| Kaj Petersen | 1-1-2007 a 31-12-2009 | Socialdemokratiet |
| John Brædder | 1-1-2010 a 31-12-2013 | Nyt Guldborgsund  |